# Bidens arbuscula
Bidens arbuscula là một loài thực vật có hoa trong họ Cúc. Loài này được Ant.Molina mô tả khoa học đầu tiên năm 1970.